# ماكسيمو سوتو هال
ماكسيمو سوتو هال (بالإسبانية: Máximo Soto Hall)‏ (1871، أنتيغوا غواتيمالا في غواتيمالا - 1944 في سانتا في)؛ صحفي، سياسي وروائي غواتيمالي.